# Минерашки

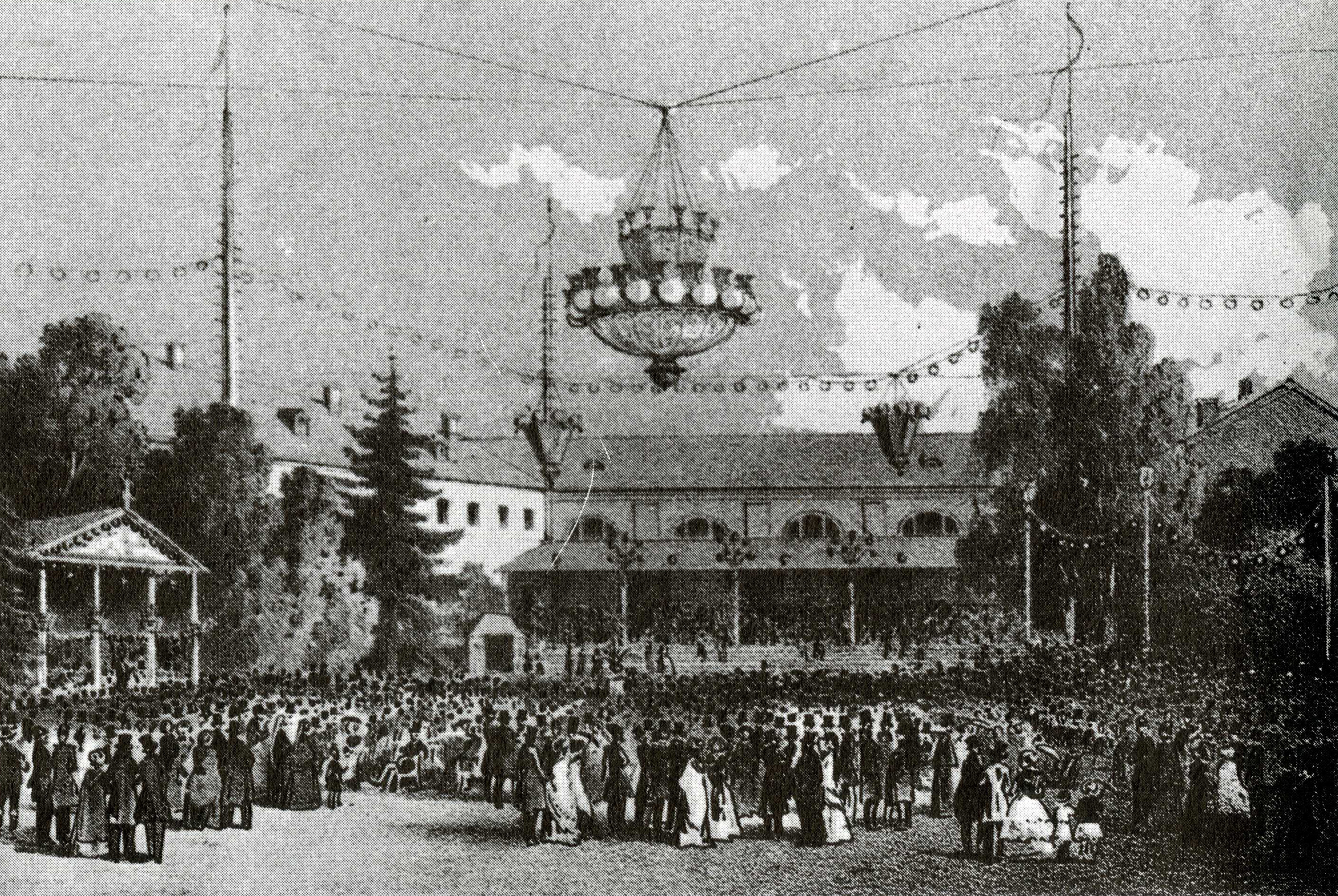
Мероприятие в «Минерашках», 1852 год

«Искусственные минеральные воды» или в просторечии «минерашки» или «сад Излера» — существовавший в пригороде Санкт-Петербурга с 1840-х годов воксал с рестораном и парком развлечений, прилегавший к Большой Невке с юга и Чёрной речке с северо-востока, с северной и западной стороны соседствовавший со Строгановским садом. Сейчас на месте сада располагается сталинская жилая постройка, и бывшую территорию разрезает улица Савушкина.
Изначально территория вмещала лечебные заведения с «целительными и прохладительными водами по известному и испытанному методу доктора А. Штуве». Тем не менее «минерашки» были знамениты своими увеселительными вечерами с ресторанными пиршествами, музыкой, фейерверками и аттракционами. В царствование Александра II «минерашки» превратились в злачное место времяпрепровождения золотой молодёжи и модной прессы.
Повлияли на дальнейшее развитие территорий Старой и Новой Деревень, постепенно превращавшихся в сосредоточения увеселительных заведений и разгульной жизни. Рядом с «Минерашками» стали появляться многочисленные подражавшие заведения, которые, однако, не сумели затмить сад Излера. Михаил Пыляев замечал, что «почти вся аристократия приезжала сюда и каталась цугом перед музыкальной эстрадой». Сад Излера посещал Николай I.

## История

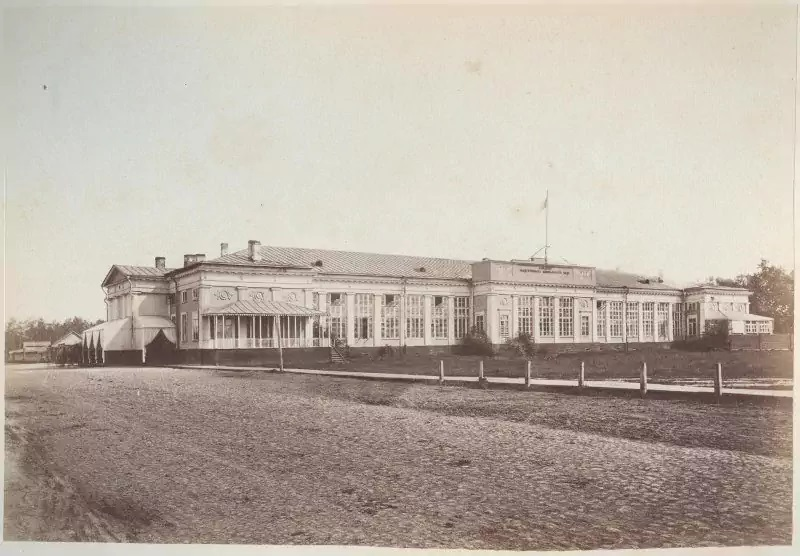
Здание искусственных минеральных вод, фото 1867 года

Сад существовал с 1840-х годов на арендуемой территории дачи графа А. С. Строганова. Изначально территория задумывалась как лечебница с искусственными минеральными водами, открытая в 1834 году, создание которой профинансировал император Николай I. Был создан комитет, получивший право контролировать заведение в течение 20 лет. Территория представляла собой комплекс зданий с основным лечебным корпусом, в саду была обустроена длинная галерея для прогулок в плохую погоду. В комнатах изготавливали воду и раздавали её в буфетах. Во втором крупнейшем здании располагались купальни с мужской и женской половинами. В центральных комнатах располагались паровые и ванные. Посетителям раздавали около 30 сортов вод — соляных, серных, щелочных и железистых. С мая по сентябрь в Минерашках предоставлялись лечебные ванны.
В «Минерашках» устраивали игры владельцы окрестных дач. Так как заведение пользовалось малым успехом, посетителей было решено завлекать выступлениями с участием оркестра капельмейстера Германа. На эти выступления стекалось множество петербургских аристократов. В том числе их посещал Александр Пушкин с женой Натальей Гончаровой.

### Сад Излера

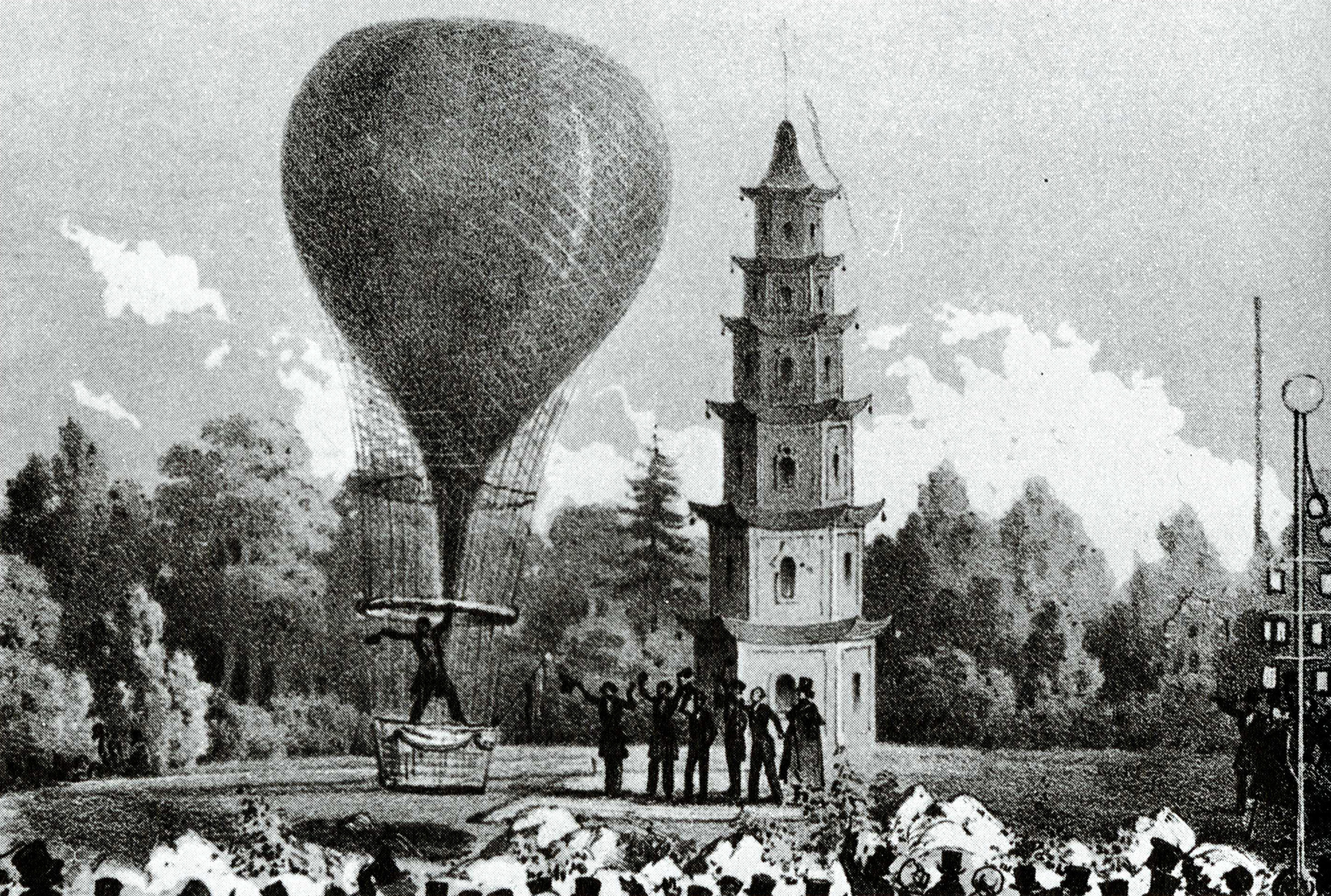
Запуск воздушного шара, 1852 год

В 1848 году сад арендовал Иван Иванович Излер, он обнёс территорию забором и начал брать деньги за вход. Антрепренёр переоборудовал «Минерашки», превратив их в увеселительное заведение. Он также украсил сад павильонами, садами с арками, перголами и клумбами. На территории располагался трактир, где можно было заказать 200 разных блюд и напитков. В одной из лужаек была организована молочная ферма, где на глазах у посетителей доили коров.
При Излере выступления в «Минерашках» вышли на новый уровень. Он нанял для выступлений оркестр Ивана Гунгля, цыганский, тирольский хоры и гимнастическую труппу арабов-кабилов. Излер пытался впечатлить публику экзотическими выступлениями, например показом «живых картин», китайскими иллюминациями, запуском воздушных шаров, позже вошедшими в моду французскими шансонетками. В саду он оборудовал буфеты, кафе и ресторан. В саду с разрешения дирекции Императорских театров устраивались большие представления с участием до полутора тысяч актёров.
К 1860-м годам «Минерашки» пришли в постепенный упадок, но Излеру удалось вернуть угасший интерес публики, после того как цыганский и тирольские хоры были заменены французскими шансонетками. В 1869 году здесь была поставлена оперетта «Перикола» Жака Оффенбаха. В это же время публику начали развлекать два карлика, которых выдавали за ацтеков, похищенных из таинственного города в Южной Америке. Карлики вызвали ажиотаж у публики, в итоге Излер повысил цены на входной билет до 12 рублей. Чтобы привлечь больше посетителей, Излер развешивал подробные афиши, а также прибегал к разным новшествам, например, установил электрическое освещение над катком в «Минерашках», что тогда было большой редкостью. Зимой в саду устанавливали ледяные статуи и макеты, изображавшие охоту на китов и моржей.
В начале 1870-х годов «минерашки» перешли под управление Деккера Шенка, а с 1874 года — Василия Никитича Егарева, который построил новый театр в мавританском стиле — «Альгамбра», где ставились фривольные пародии. Однако история «минерашек» закончилась в 1876 году в пожаре. Через год скончался Излер, со слов Михаила Пыляева — «первого насадителя французской оперетки и шансонетки».

### Конец XIX века

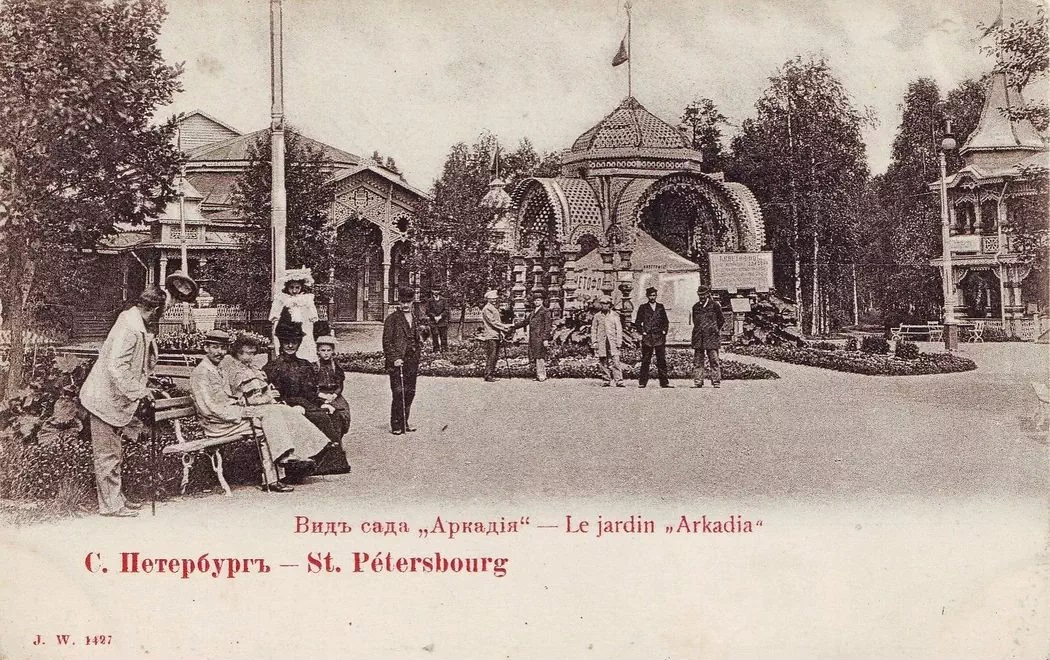
Сад «Аркадия», 1903 год

Бывшие Минерашки меняли владельцев и снова восстанавливались, в 1882 году всё содержимое сада снова сгорело в пожаре. На месте сгоревших «минерашек» антрепренёр А. Ф. Картавов обустроил часть бывшего сада, открыв «Ливадию», там был открыт ресторан, похожий, со слов современников, на нечто среднее между кафешантаном и театром. Владельцу Ливадии не удалось привлечь старую публику в нужном количестве. В 1885 году место арендовал М. В. Лентовский, переименовавший Ливадию в «Кинь грусть», его попытки по возрождению сада были уже успешней. Вскоре Лентовский привлёк новых партнёров Д. А. Полякова и Г. А. Александрова, чтобы на оставшейся второй половине бывшего сада Излера построить эстрадное здание, зимний сад, музейный и китайский павильоны. Так была открыта «Аркадия». В перестроенном саду возвели искусственный водопад со скалами, бассейны со стерлядями, в саду выступали московские цыгане и духовой оркестр. На территории работал ресторан, где предлагали английские и французские вина. В саду была установлена открытая сцена, где выступали акробаты, фокусники, жонглеры. В театре выступали такие известные актёры, как Шаляпин, Собинов, Нежданова и другие. «Аркадия» просуществовала до начала XX века.